# Buddhizmus Fehéroroszországban
A buddhizmus Fehéroroszországban egy új jelenség, hiszen az ország történelmileg kereszténynek számít. A Fehéroroszországban működő erős korábbi szovjet propaganda 70 éves működésének és a szekuláris oktatási rendszernek is köszönhetően a lakosság többsége ateista. Az első théraváda csoportra a 2020-as évekig kellett várni. Az országban a buddhisták a középosztályból származó 30-35 éves emberek, akiknek a többsége a számítástechnika területén dolgozik. A legtöbb buddhista szoros kapcsolatot ápol a szomszédos Oroszországban működő különböző dharma központtal. Fehéroroszország baráti kapcsolatban áll több, hagyományosan buddhista országgal, úgy mint például Kína vagy Vietnám.
Fehéroroszországban a buddhista szervezetek nem rendelkeznek hivatalos státusszal, ez is mutatja, hogy a belpolitika rendkívül erős visszatartó erőt képvisel. Vallási célból gyülekezni nem törvényes.

## Története
Az 1970-es években a buddhizmus egy underground mozgalomhoz hasonlított, amely csupán bizonyos értelmiségi körökben volt népszerű. Főleg vadzsrajána tudósok és a burjátok körében lehetett találkozni buddhistával. A buddhizmus második hulláma a peresztrojka és a Szovjetunió összeomlása után érkezett Fehéroroszországba. Az első csoportok a tibeti buddhista vadzsrajána irányzathoz tartoztak. Az 1990-es évek elején a két legnépszerűbb csoport a karma kagyü hagyományhoz tartozó Ole Nydahl láma féle Gyémánt út, illetve a dzogcsen hagyományhoz tartozó Namkhai Norbu rinpocse közössége volt. Később a dzogcsen csoport néhány tagja létrehozott egy nyingma csoportot, akiknek a legfőbb tanítójuk Cevang Dongyal és Palden Serab lettek. Ezek a csoportok 10-15 fősek voltak.